# Pipínidas

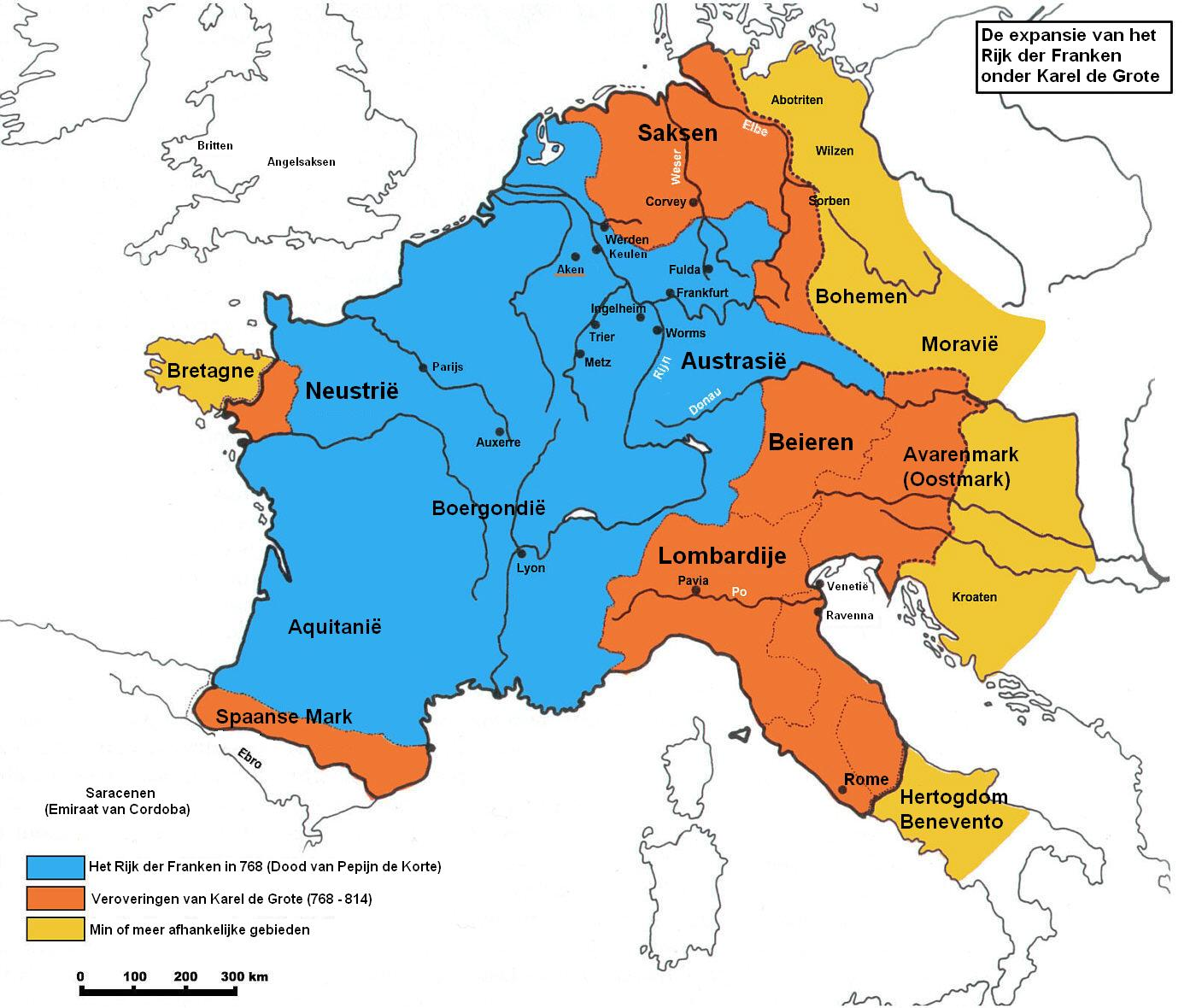
Pipínidas.

Pipínidas (pippinides en francés) es la denominación historiográfica de una dinastía de la nobleza franca de Austrasia, en la que muchos de sus miembros llevaron el nombre Pipino. El término incluye a los antepasados de la dinastía carolingia.[cita requerida]

## Historia
Principalmente se utiliza la denominación de pipínidas para designar a los descendientes de Pipino I el Viejo o Pipino de Landen; mientras que los ascendientes directos por vía paterna de Pipino II el Joven o Pipino de Heristal (nieto de Pipino I por vía materna) son llamados arnúlfidas (San Arnulfo de Metz fue su abuelo paterno). 
Pipino de Heristal (653-714), rico terrateniente, ocupó el cargo de mayordomo de palacio de Austrasia desde el que rivalizaba con Ebroín, el mayordomo de palacio de Neustria. Consiguió convertirse en mayordomo de palacio de la totalidad del reino franco regido en teoría por los reyes merovingios Teoderico III, Clodoveo III, Childeberto III y Dagoberto III. La ocupación de ese puesto le hace ser el primer antepasado por vía paterna epónimo de la dinastía carolingia fundada por su hijo ilegítimo Carlos Martel, que a su muerte heredó el cargo de mayordomo. Ambos mayordomos pipínidas, Pipino y Carlos, ejercían de hecho todo el poder, aunque se mantuviera la ficción de la existencia de un rey consagrado. La batalla de Poitiers (732) evidenció de tal modo ese hecho que, a la muerte de Teodorico IV el año 737, Carlos Martel decidió que no se efectuara la sucesión, recluyó en un convento al sucesor (Childerico III) y continuó gobernando él personalmente hasta su muerte en 741. Los hijos de Carlos, Pipino el Breve y Carlomán, volvieron a dividir el reino y utilizaron el título de mayordomos (de Neustria y Austrasia respectivamente). Pipino desplazó a su hermano y unificó ambos territorios en 747. Mientras tanto, había liberado y repuesto en el trono a Childerico (743); aunque en el año 751 le depuso, volviéndolo a enviar a un monasterio, y optó por utilizar él mismo el título real tras hacerse coronar por San Bonifacio, con la explícita autorización del papa Zacarías y la proclamación de una asamblea de nobles y clérigos. A partir del año 800, con Carlomagno (hijo de Pipino el Breve) los carolingios llevaron el título imperial.
El territorio especialmente dominado por los pipínidas fue también el favorito de los carolingios: la región de Lieja (Heristal y Jupille), Aquisgrán y Colonia.

## Genealogía
|                                                      |                                                      |                                                      |                                                      | Clotario I rey de los francos                        | Clotario I rey de los francos                        | Clotario I rey de los francos                     | Clotario I rey de los francos                     | Clotario I rey de los francos                                  | Clotario I rey de los francos                                  |                                                                |                                                                |                                                                |                                                                |                                                                   |                                                                   | Waldrada princesa lombarda                                             | Waldrada princesa lombarda                                             | Waldrada princesa lombarda                                             | Waldrada princesa lombarda                                             | Waldrada princesa lombarda                                             | Waldrada princesa lombarda                                             |                                        |                                        |                                                   |                                                   |                                                   |                                                   | Garibaldo I duque de Baviera                      | Garibaldo I duque de Baviera                      | Garibaldo I duque de Baviera             | Garibaldo I duque de Baviera             | Garibaldo I duque de Baviera                           | Garibaldo I duque de Baviera                           |                                                        |                                                        |                                                                |                                                        |                                |                                |                                                              |                                                              |                                                              |                                                              |                                                              |                                                              |                                       |                                       |                                              |                                              |                                              |                                              |                                              |                                              |                            |                            |                            |                            |  |  |  |  |  |  |  |  |  |  |  |  |  |  |  |  |  |  |  |  |  |  |  |  |  |  |  |  |  |  |  |  |
|                                                      |                                                      |                                                      |                                                      | Clotario I rey de los francos                        | Clotario I rey de los francos                        | Clotario I rey de los francos                     | Clotario I rey de los francos                     | Clotario I rey de los francos                                  | Clotario I rey de los francos                                  |                                                                |                                                                |                                                                |                                                                |                                                                   |                                                                   | Waldrada princesa lombarda                                             | Waldrada princesa lombarda                                             | Waldrada princesa lombarda                                             | Waldrada princesa lombarda                                             | Waldrada princesa lombarda                                             | Waldrada princesa lombarda                                             |                                        |                                        |                                                   |                                                   |                                                   |                                                   | Garibaldo I duque de Baviera                      | Garibaldo I duque de Baviera                      | Garibaldo I duque de Baviera             | Garibaldo I duque de Baviera             | Garibaldo I duque de Baviera                           | Garibaldo I duque de Baviera                           |                                                        |                                                        |                                                                |                                                        |                                |                                |                                                              |                                                              |                                                              |                                                              |                                                              |                                                              |                                       |                                       |                                              |                                              |                                              |                                              |                                              |                                              |                            |                            |                            |                            |  |  |  |  |  |  |  |  |  |  |  |  |  |  |  |  |  |  |  |  |  |  |  |  |  |  |  |  |  |  |  |  |
|                                                      |                                                      |                                                      |                                                      |                                                      |                                                      |                                                   |                                                   |                                                                |                                                                |                                                                |                                                                |                                                                |                                                                |                                                                   |                                                                   |                                                                        |                                                                        |                                                                        |                                                                        |                                                                        |                                                                        |                                        |                                        |                                                   |                                                   |                                                   |                                                   |                                                   |                                                   |                                          |                                          |                                                        |                                                        |                                                        |                                                        |                                                                |                                                        |                                |                                |                                                              |                                                              |                                                              |                                                              |                                                              |                                                              |                                       |                                       |                                              |                                              |                                              |                                              |                                              |                                              |                            |                            |                            |                            |  |  |  |  |  |  |  |  |  |  |  |  |  |  |  |  |  |  |  |  |  |  |  |  |  |  |  |  |  |  |  |  |
|                                                      |                                                      |                                                      |                                                      |                                                      |                                                      |                                                   |                                                   |                                                                |                                                                |                                                                |                                                                |                                                                |                                                                |                                                                   |                                                                   |                                                                        |                                                                        |                                                                        |                                                                        |                                                                        |                                                                        |                                        |                                        |                                                   |                                                   |                                                   |                                                   |                                                   |                                                   |                                          |                                          |                                                        |                                                        |                                                        |                                                        |                                                                |                                                        |                                |                                |                                                              |                                                              |                                                              |                                                              |                                                              |                                                              |                                       |                                       |                                              |                                              |                                              |                                              |                                              |                                              |                            |                            |                            |                            |  |  |  |  |  |  |  |  |  |  |  |  |  |  |  |  |  |  |  |  |  |  |  |  |  |  |  |  |  |  |  |  |
|                                                      |                                                      |                                                      |                                                      |                                                      |                                                      | Carloman noble franco                             | Carloman noble franco                             | Carloman noble franco                                          | Carloman noble franco                                          | Carloman noble franco                                          | Carloman noble franco                                          |                                                                |                                                                |                                                                   |                                                                   |                                                                        |                                                                        | (una agilolfienne)                                                     | (una agilolfienne)                                                     | (una agilolfienne)                                                     | (una agilolfienne)                                                     | (una agilolfienne)                     | (una agilolfienne)                     |                                                   |                                                   | Grimoaldo                                         | Grimoaldo                                         | Grimoaldo                                         | Grimoaldo                                         | Grimoaldo                                | Grimoaldo                                |                                                        |                                                        |                                                        |                                                        |                                                                |                                                        |                                |                                |                                                              |                                                              |                                                              |                                                              |                                                              |                                                              |                                       |                                       |                                              |                                              |                                              |                                              |                                              |                                              |                            |                            |                            |                            |  |  |  |  |  |  |  |  |  |  |  |  |  |  |  |  |  |  |  |  |  |  |  |  |  |  |  |  |  |  |  |  |
|                                                      |                                                      |                                                      |                                                      |                                                      |                                                      | Carloman noble franco                             | Carloman noble franco                             | Carloman noble franco                                          | Carloman noble franco                                          | Carloman noble franco                                          | Carloman noble franco                                          |                                                                |                                                                |                                                                   |                                                                   |                                                                        |                                                                        | (una agilolfienne)                                                     | (una agilolfienne)                                                     | (una agilolfienne)                                                     | (una agilolfienne)                                                     | (una agilolfienne)                     | (una agilolfienne)                     |                                                   |                                                   | Grimoaldo                                         | Grimoaldo                                         | Grimoaldo                                         | Grimoaldo                                         | Grimoaldo                                | Grimoaldo                                |                                                        |                                                        |                                                        |                                                        |                                                                |                                                        |                                |                                |                                                              |                                                              |                                                              |                                                              |                                                              |                                                              |                                       |                                       |                                              |                                              |                                              |                                              |                                              |                                              |                            |                            |                            |                            |  |  |  |  |  |  |  |  |  |  |  |  |  |  |  |  |  |  |  |  |  |  |  |  |  |  |  |  |  |  |  |  |
|                                                      |                                                      |                                                      |                                                      |                                                      |                                                      |                                                   |                                                   |                                                                |                                                                |                                                                |                                                                |                                                                |                                                                |                                                                   |                                                                   |                                                                        |                                                                        |                                                                        |                                                                        |                                                                        |                                                                        |                                        |                                        |                                                   |                                                   |                                                   |                                                   |                                                   |                                                   |                                          |                                          |                                                        |                                                        |                                                        |                                                        |                                                                |                                                        |                                |                                |                                                              |                                                              |                                                              |                                                              |                                                              |                                                              |                                       |                                       |                                              |                                              |                                              |                                              |                                              |                                              |                            |                            |                            |                            |  |  |  |  |  |  |  |  |  |  |  |  |  |  |  |  |  |  |  |  |  |  |  |  |  |  |  |  |  |  |  |  |
|                                                      |                                                      |                                                      |                                                      |                                                      |                                                      |                                                   |                                                   |                                                                |                                                                |                                                                |                                                                |                                                                |                                                                |                                                                   |                                                                   |                                                                        |                                                                        |                                                                        |                                                                        |                                                                        |                                                                        |                                        |                                        |                                                   |                                                   |                                                   |                                                   |                                                   |                                                   |                                          |                                          |                                                        |                                                        |                                                        |                                                        |                                                                |                                                        |                                |                                |                                                              |                                                              |                                                              |                                                              |                                                              |                                                              |                                       |                                       |                                              |                                              |                                              |                                              |                                              |                                              |                            |                            |                            |                            |  |  |  |  |  |  |  |  |  |  |  |  |  |  |  |  |  |  |  |  |  |  |  |  |  |  |  |  |  |  |  |  |
| Babo embajador en Bizancio (585)                     | Babo embajador en Bizancio (585)                     | Babo embajador en Bizancio (585)                     | Babo embajador en Bizancio (585)                     | Babo embajador en Bizancio (585)                     | Babo embajador en Bizancio (585)                     |                                                   |                                                   | Waldrada                                                       | Waldrada                                                       | Waldrada                                                       | Waldrada                                                       | Waldrada                                                       | Waldrada                                                       |                                                                   |                                                                   | Pipino el Viejo (585-639) mayordomo del palacio de Austrasia (615-639) | Pipino el Viejo (585-639) mayordomo del palacio de Austrasia (615-639) | Pipino el Viejo (585-639) mayordomo del palacio de Austrasia (615-639) | Pipino el Viejo (585-639) mayordomo del palacio de Austrasia (615-639) | Pipino el Viejo (585-639) mayordomo del palacio de Austrasia (615-639) | Pipino el Viejo (585-639) mayordomo del palacio de Austrasia (615-639) |                                        |                                        |                                                   |                                                   |                                                   |                                                   | Itta de Metz (?-652) abadesa de Nivelles          | Itta de Metz (?-652) abadesa de Nivelles          | Itta de Metz (?-652) abadesa de Nivelles | Itta de Metz (?-652) abadesa de Nivelles | Itta de Metz (?-652) abadesa de Nivelles               | Itta de Metz (?-652) abadesa de Nivelles               |                                                        |                                                        |                                                                |                                                        |                                |                                |                                                              |                                                              |                                                              |                                                              |                                                              |                                                              | Arnulfo obispo de Metz († 640)        | Arnulfo obispo de Metz († 640)        | Arnulfo obispo de Metz († 640)               | Arnulfo obispo de Metz († 640)               | Arnulfo obispo de Metz († 640)               | Arnulfo obispo de Metz († 640)               |                                              |                                              |                            |                            |                            |                            |  |  |  |  |  |  |  |  |  |  |  |  |  |  |  |  |  |  |  |  |  |  |  |  |  |  |  |  |  |  |  |  |
| Babo embajador en Bizancio (585)                     | Babo embajador en Bizancio (585)                     | Babo embajador en Bizancio (585)                     | Babo embajador en Bizancio (585)                     | Babo embajador en Bizancio (585)                     | Babo embajador en Bizancio (585)                     |                                                   |                                                   | Waldrada                                                       | Waldrada                                                       | Waldrada                                                       | Waldrada                                                       | Waldrada                                                       | Waldrada                                                       |                                                                   |                                                                   | Pipino el Viejo (585-639) mayordomo del palacio de Austrasia (615-639) | Pipino el Viejo (585-639) mayordomo del palacio de Austrasia (615-639) | Pipino el Viejo (585-639) mayordomo del palacio de Austrasia (615-639) | Pipino el Viejo (585-639) mayordomo del palacio de Austrasia (615-639) | Pipino el Viejo (585-639) mayordomo del palacio de Austrasia (615-639) | Pipino el Viejo (585-639) mayordomo del palacio de Austrasia (615-639) |                                        |                                        |                                                   |                                                   |                                                   |                                                   | Itta de Metz (?-652) abadesa de Nivelles          | Itta de Metz (?-652) abadesa de Nivelles          | Itta de Metz (?-652) abadesa de Nivelles | Itta de Metz (?-652) abadesa de Nivelles | Itta de Metz (?-652) abadesa de Nivelles               | Itta de Metz (?-652) abadesa de Nivelles               |                                                        |                                                        |                                                                |                                                        |                                |                                |                                                              |                                                              |                                                              |                                                              |                                                              |                                                              | Arnulfo obispo de Metz († 640)        | Arnulfo obispo de Metz († 640)        | Arnulfo obispo de Metz († 640)               | Arnulfo obispo de Metz († 640)               | Arnulfo obispo de Metz († 640)               | Arnulfo obispo de Metz († 640)               |                                              |                                              |                            |                            |                            |                            |  |  |  |  |  |  |  |  |  |  |  |  |  |  |  |  |  |  |  |  |  |  |  |  |  |  |  |  |  |  |  |  |
|                                                      |                                                      |                                                      |                                                      |                                                      |                                                      |                                                   |                                                   |                                                                |                                                                |                                                                |                                                                |                                                                |                                                                |                                                                   |                                                                   |                                                                        |                                                                        |                                                                        |                                                                        |                                                                        |                                                                        |                                        |                                        |                                                   |                                                   |                                                   |                                                   |                                                   |                                                   |                                          |                                          |                                                        |                                                        |                                                        |                                                        |                                                                |                                                        |                                |                                |                                                              |                                                              |                                                              |                                                              |                                                              |                                                              |                                       |                                       |                                              |                                              |                                              |                                              |                                              |                                              |                            |                            |                            |                            |  |  |  |  |  |  |  |  |  |  |  |  |  |  |  |  |  |  |  |  |  |  |  |  |  |  |  |  |  |  |  |  |
|                                                      |                                                      |                                                      |                                                      |                                                      |                                                      |                                                   |                                                   |                                                                |                                                                |                                                                |                                                                |                                                                |                                                                |                                                                   |                                                                   |                                                                        |                                                                        |                                                                        |                                                                        |                                                                        |                                                                        |                                        |                                        |                                                   |                                                   |                                                   |                                                   |                                                   |                                                   |                                          |                                          |                                                        |                                                        |                                                        |                                                        |                                                                |                                                        |                                |                                |                                                              |                                                              |                                                              |                                                              |                                                              |                                                              |                                       |                                       |                                              |                                              |                                              |                                              |                                              |                                              |                            |                            |                            |                            |  |  |  |  |  |  |  |  |  |  |  |  |  |  |  |  |  |  |  |  |  |  |  |  |  |  |  |  |  |  |  |  |
|                                                      |                                                      | Waldechise noble de Verdún                           | Waldechise noble de Verdún                           | Waldechise noble de Verdún                           | Waldechise noble de Verdún                           | Waldechise noble de Verdún                        | Waldechise noble de Verdún                        |                                                                |                                                                |                                                                |                                                                |                                                                |                                                                | Grimoaldo I (616-656) Mayordomo de palacio de Austrasia (643-662) | Grimoaldo I (616-656) Mayordomo de palacio de Austrasia (643-662) | Grimoaldo I (616-656) Mayordomo de palacio de Austrasia (643-662)      | Grimoaldo I (616-656) Mayordomo de palacio de Austrasia (643-662)      | Grimoaldo I (616-656) Mayordomo de palacio de Austrasia (643-662)      | Grimoaldo I (616-656) Mayordomo de palacio de Austrasia (643-662)      |                                                                        |                                                                        |                                        |                                        | Santa Gertrudis (c.625 † 659) abadesa de Nivelles | Santa Gertrudis (c.625 † 659) abadesa de Nivelles | Santa Gertrudis (c.625 † 659) abadesa de Nivelles | Santa Gertrudis (c.625 † 659) abadesa de Nivelles | Santa Gertrudis (c.625 † 659) abadesa de Nivelles | Santa Gertrudis (c.625 † 659) abadesa de Nivelles |                                          |                                          |                                                        |                                                        | Bega (620-693) (casada c. 635)                         | Bega (620-693) (casada c. 635)                         | Bega (620-693) (casada c. 635)                                 | Bega (620-693) (casada c. 635)                         | Bega (620-693) (casada c. 635) | Bega (620-693) (casada c. 635) |                                                              |                                                              |                                                              |                                                              |                                                              |                                                              | Ansegisel (602-662) doméstico         | Ansegisel (602-662) doméstico         | Ansegisel (602-662) doméstico                | Ansegisel (602-662) doméstico                | Ansegisel (602-662) doméstico                | Ansegisel (602-662) doméstico                |                                              |                                              |                            |                            |                            |                            |  |  |  |  |  |  |  |  |  |  |  |  |  |  |  |  |  |  |  |  |  |  |  |  |  |  |  |  |  |  |  |  |
|                                                      |                                                      | Waldechise noble de Verdún                           | Waldechise noble de Verdún                           | Waldechise noble de Verdún                           | Waldechise noble de Verdún                           | Waldechise noble de Verdún                        | Waldechise noble de Verdún                        |                                                                |                                                                |                                                                |                                                                |                                                                |                                                                | Grimoaldo I (616-656) Mayordomo de palacio de Austrasia (643-662) | Grimoaldo I (616-656) Mayordomo de palacio de Austrasia (643-662) | Grimoaldo I (616-656) Mayordomo de palacio de Austrasia (643-662)      | Grimoaldo I (616-656) Mayordomo de palacio de Austrasia (643-662)      | Grimoaldo I (616-656) Mayordomo de palacio de Austrasia (643-662)      | Grimoaldo I (616-656) Mayordomo de palacio de Austrasia (643-662)      |                                                                        |                                                                        |                                        |                                        | Santa Gertrudis (c.625 † 659) abadesa de Nivelles | Santa Gertrudis (c.625 † 659) abadesa de Nivelles | Santa Gertrudis (c.625 † 659) abadesa de Nivelles | Santa Gertrudis (c.625 † 659) abadesa de Nivelles | Santa Gertrudis (c.625 † 659) abadesa de Nivelles | Santa Gertrudis (c.625 † 659) abadesa de Nivelles |                                          |                                          |                                                        |                                                        | Bega (620-693) (casada c. 635)                         | Bega (620-693) (casada c. 635)                         | Bega (620-693) (casada c. 635)                                 | Bega (620-693) (casada c. 635)                         | Bega (620-693) (casada c. 635) | Bega (620-693) (casada c. 635) |                                                              |                                                              |                                                              |                                                              |                                                              |                                                              | Ansegisel (602-662) doméstico         | Ansegisel (602-662) doméstico         | Ansegisel (602-662) doméstico                | Ansegisel (602-662) doméstico                | Ansegisel (602-662) doméstico                | Ansegisel (602-662) doméstico                |                                              |                                              |                            |                            |                            |                            |  |  |  |  |  |  |  |  |  |  |  |  |  |  |  |  |  |  |  |  |  |  |  |  |  |  |  |  |  |  |  |  |
|                                                      |                                                      |                                                      |                                                      |                                                      |                                                      |                                                   |                                                   |                                                                |                                                                |                                                                |                                                                |                                                                |                                                                |                                                                   |                                                                   |                                                                        |                                                                        |                                                                        |                                                                        |                                                                        |                                                                        |                                        |                                        |                                                   |                                                   |                                                   |                                                   |                                                   |                                                   |                                          |                                          |                                                        |                                                        |                                                        |                                                        |                                                                |                                                        |                                |                                |                                                              |                                                              |                                                              |                                                              |                                                              |                                                              |                                       |                                       |                                              |                                              |                                              |                                              |                                              |                                              |                            |                            |                            |                            |  |  |  |  |  |  |  |  |  |  |  |  |  |  |  |  |  |  |  |  |  |  |  |  |  |  |  |  |  |  |  |  |
|                                                      |                                                      |                                                      |                                                      |                                                      |                                                      |                                                   |                                                   |                                                                |                                                                |                                                                |                                                                |                                                                |                                                                |                                                                   |                                                                   |                                                                        |                                                                        |                                                                        |                                                                        |                                                                        |                                                                        |                                        |                                        |                                                   |                                                   |                                                   |                                                   |                                                   |                                                   |                                          |                                          |                                                        |                                                        |                                                        |                                                        |                                                                |                                                        |                                |                                |                                                              |                                                              |                                                              |                                                              |                                                              |                                                              |                                       |                                       |                                              |                                              |                                              |                                              |                                              |                                              |                            |                            |                            |                            |  |  |  |  |  |  |  |  |  |  |  |  |  |  |  |  |  |  |  |  |  |  |  |  |  |  |  |  |  |  |  |  |
|                                                      |                                                      | Wandregisel abad de Fontenelle († 668)               | Wandregisel abad de Fontenelle († 668)               | Wandregisel abad de Fontenelle († 668)               | Wandregisel abad de Fontenelle († 668)               | Wandregisel abad de Fontenelle († 668)            | Wandregisel abad de Fontenelle († 668)            |                                                                |                                                                | Childeberto el Adoptado rey de Austrasia († 662)               | Childeberto el Adoptado rey de Austrasia († 662)               | Childeberto el Adoptado rey de Austrasia († 662)               | Childeberto el Adoptado rey de Austrasia († 662)               | Childeberto el Adoptado rey de Austrasia († 662)                  | Childeberto el Adoptado rey de Austrasia († 662)                  |                                                                        |                                                                        | Vulfetrude abadesa de Nivelles († 669)                                 | Vulfetrude abadesa de Nivelles († 669)                                 | Vulfetrude abadesa de Nivelles († 669)                                 | Vulfetrude abadesa de Nivelles († 669)                                 | Vulfetrude abadesa de Nivelles († 669) | Vulfetrude abadesa de Nivelles († 669) |                                                   |                                                   |                                                   |                                                   |                                                   |                                                   |                                          |                                          |                                                        |                                                        |                                                        |                                                        |                                                                |                                                        |                                |                                |                                                              |                                                              |                                                              |                                                              | Clotilde Doda († 699) x Teoderico III                        | Clotilde Doda († 699) x Teoderico III                        | Clotilde Doda († 699) x Teoderico III | Clotilde Doda († 699) x Teoderico III | Clotilde Doda († 699) x Teoderico III        | Clotilde Doda († 699) x Teoderico III        |                                              |                                              | Griffo arzobispo de Ruan                     | Griffo arzobispo de Ruan                     | Griffo arzobispo de Ruan   | Griffo arzobispo de Ruan   | Griffo arzobispo de Ruan   | Griffo arzobispo de Ruan   |  |  |  |  |  |  |  |  |  |  |  |  |  |  |  |  |  |  |  |  |  |  |  |  |  |  |  |  |  |  |  |  |
|                                                      |                                                      | Wandregisel abad de Fontenelle († 668)               | Wandregisel abad de Fontenelle († 668)               | Wandregisel abad de Fontenelle († 668)               | Wandregisel abad de Fontenelle († 668)               | Wandregisel abad de Fontenelle († 668)            | Wandregisel abad de Fontenelle († 668)            |                                                                |                                                                | Childeberto el Adoptado rey de Austrasia († 662)               | Childeberto el Adoptado rey de Austrasia († 662)               | Childeberto el Adoptado rey de Austrasia († 662)               | Childeberto el Adoptado rey de Austrasia († 662)               | Childeberto el Adoptado rey de Austrasia († 662)                  | Childeberto el Adoptado rey de Austrasia († 662)                  |                                                                        |                                                                        | Vulfetrude abadesa de Nivelles († 669)                                 | Vulfetrude abadesa de Nivelles († 669)                                 | Vulfetrude abadesa de Nivelles († 669)                                 | Vulfetrude abadesa de Nivelles († 669)                                 | Vulfetrude abadesa de Nivelles († 669) | Vulfetrude abadesa de Nivelles († 669) |                                                   |                                                   |                                                   |                                                   |                                                   |                                                   |                                          |                                          |                                                        |                                                        |                                                        |                                                        | Pipino de Herstal (635-714) mayordomo del palacio de Austrasia |                                                        |                                |                                |                                                              |                                                              |                                                              |                                                              | Clotilde Doda († 699) x Teoderico III                        | Clotilde Doda († 699) x Teoderico III                        | Clotilde Doda († 699) x Teoderico III | Clotilde Doda († 699) x Teoderico III | Clotilde Doda († 699) x Teoderico III        | Clotilde Doda († 699) x Teoderico III        |                                              |                                              | Griffo arzobispo de Ruan                     | Griffo arzobispo de Ruan                     | Griffo arzobispo de Ruan   | Griffo arzobispo de Ruan   | Griffo arzobispo de Ruan   | Griffo arzobispo de Ruan   |  |  |  |  |  |  |  |  |  |  |  |  |  |  |  |  |  |  |  |  |  |  |  |  |  |  |  |  |  |  |  |  |
|                                                      |                                                      |                                                      |                                                      |                                                      |                                                      |                                                   |                                                   |                                                                |                                                                |                                                                |                                                                |                                                                |                                                                |                                                                   |                                                                   |                                                                        |                                                                        |                                                                        |                                                                        | Plectrude (Hugobértidas)                                               | Plectrude (Hugobértidas)                                               | Plectrude (Hugobértidas)               | Plectrude (Hugobértidas)               | Plectrude (Hugobértidas)                          | Plectrude (Hugobértidas)                          |                                                   |                                                   |                                                   |                                                   |                                          |                                          |                                                        |                                                        |                                                        |                                                        |                                                                |                                                        |                                |                                |                                                              |                                                              |                                                              |                                                              |                                                              |                                                              |                                       |                                       |                                              |                                              |                                              |                                              | Alpaida de Bruyeres amante                   | Alpaida de Bruyeres amante                   | Alpaida de Bruyeres amante | Alpaida de Bruyeres amante | Alpaida de Bruyeres amante | Alpaida de Bruyeres amante |  |  |  |  |  |  |  |  |  |  |  |  |  |  |  |  |  |  |  |  |  |  |  |  |  |  |  |  |  |  |  |  |
|                                                      |                                                      |                                                      |                                                      |                                                      |                                                      |                                                   |                                                   |                                                                |                                                                |                                                                |                                                                |                                                                |                                                                |                                                                   |                                                                   |                                                                        |                                                                        |                                                                        |                                                                        | Plectrude (Hugobértidas)                                               | Plectrude (Hugobértidas)                                               | Plectrude (Hugobértidas)               | Plectrude (Hugobértidas)               | Plectrude (Hugobértidas)                          | Plectrude (Hugobértidas)                          |                                                   |                                                   |                                                   |                                                   |                                          |                                          |                                                        |                                                        |                                                        |                                                        |                                                                |                                                        |                                |                                |                                                              |                                                              |                                                              |                                                              |                                                              |                                                              |                                       |                                       |                                              |                                              |                                              |                                              | Alpaida de Bruyeres amante                   | Alpaida de Bruyeres amante                   | Alpaida de Bruyeres amante | Alpaida de Bruyeres amante | Alpaida de Bruyeres amante | Alpaida de Bruyeres amante |  |  |  |  |  |  |  |  |  |  |  |  |  |  |  |  |  |  |  |  |  |  |  |  |  |  |  |  |  |  |  |  |
|                                                      |                                                      |                                                      |                                                      |                                                      |                                                      |                                                   |                                                   |                                                                |                                                                |                                                                |                                                                |                                                                |                                                                |                                                                   |                                                                   |                                                                        |                                                                        |                                                                        |                                                                        |                                                                        |                                                                        |                                        |                                        |                                                   |                                                   |                                                   |                                                   |                                                   |                                                   |                                          |                                          |                                                        |                                                        |                                                        |                                                        |                                                                |                                                        |                                |                                |                                                              |                                                              |                                                              |                                                              |                                                              |                                                              |                                       |                                       |                                              |                                              |                                              |                                              |                                              |                                              |                            |                            |                            |                            |  |  |  |  |  |  |  |  |  |  |  |  |  |  |  |  |  |  |  |  |  |  |  |  |  |  |  |  |  |  |  |  |
|                                                      |                                                      |                                                      |                                                      |                                                      |                                                      |                                                   |                                                   |                                                                |                                                                |                                                                |                                                                |                                                                |                                                                |                                                                   |                                                                   |                                                                        |                                                                        |                                                                        |                                                                        |                                                                        |                                                                        |                                        |                                        |                                                   |                                                   |                                                   |                                                   |                                                   |                                                   |                                          |                                          |                                                        |                                                        |                                                        |                                                        |                                                                |                                                        |                                |                                |                                                              |                                                              |                                                              |                                                              |                                                              |                                                              |                                       |                                       |                                              |                                              |                                              |                                              |                                              |                                              |                            |                            |                            |                            |  |  |  |  |  |  |  |  |  |  |  |  |  |  |  |  |  |  |  |  |  |  |  |  |  |  |  |  |  |  |  |  |
|                                                      |                                                      |                                                      |                                                      | Adaltrude hija de Berthaire mayordomo del palacio    | Adaltrude hija de Berthaire mayordomo del palacio    | Adaltrude hija de Berthaire mayordomo del palacio | Adaltrude hija de Berthaire mayordomo del palacio | Adaltrude hija de Berthaire mayordomo del palacio              | Adaltrude hija de Berthaire mayordomo del palacio              |                                                                |                                                                |                                                                |                                                                |                                                                   |                                                                   |                                                                        |                                                                        |                                                                        |                                                                        | Drogon (670-708) duque de Champaña                                     | Drogon (670-708) duque de Champaña                                     | Drogon (670-708) duque de Champaña     | Drogon (670-708) duque de Champaña     | Drogon (670-708) duque de Champaña                | Drogon (670-708) duque de Champaña                |                                                   |                                                   |                                                   |                                                   |                                          |                                          | Grimoaldo II mayordomo del palacio de Neustria († 714) | Grimoaldo II mayordomo del palacio de Neustria († 714) | Grimoaldo II mayordomo del palacio de Neustria († 714) | Grimoaldo II mayordomo del palacio de Neustria († 714) | Grimoaldo II mayordomo del palacio de Neustria († 714)         | Grimoaldo II mayordomo del palacio de Neustria († 714) |                                |                                | Carlos Martel (c.685-741) mayordomo del palacio de Austrasia | Carlos Martel (c.685-741) mayordomo del palacio de Austrasia | Carlos Martel (c.685-741) mayordomo del palacio de Austrasia | Carlos Martel (c.685-741) mayordomo del palacio de Austrasia | Carlos Martel (c.685-741) mayordomo del palacio de Austrasia | Carlos Martel (c.685-741) mayordomo del palacio de Austrasia |                                       |                                       | Childebrando I (678-751) (duque en Provenza) | Childebrando I (678-751) (duque en Provenza) | Childebrando I (678-751) (duque en Provenza) | Childebrando I (678-751) (duque en Provenza) | Childebrando I (678-751) (duque en Provenza) | Childebrando I (678-751) (duque en Provenza) |                            |                            |                            |                            |  |  |  |  |  |  |  |  |  |  |  |  |  |  |  |  |  |  |  |  |  |  |  |  |  |  |  |  |  |  |  |  |
|                                                      |                                                      |                                                      |                                                      | Adaltrude hija de Berthaire mayordomo del palacio    | Adaltrude hija de Berthaire mayordomo del palacio    | Adaltrude hija de Berthaire mayordomo del palacio | Adaltrude hija de Berthaire mayordomo del palacio | Adaltrude hija de Berthaire mayordomo del palacio              | Adaltrude hija de Berthaire mayordomo del palacio              |                                                                |                                                                |                                                                |                                                                |                                                                   |                                                                   |                                                                        |                                                                        |                                                                        |                                                                        | Drogon (670-708) duque de Champaña                                     | Drogon (670-708) duque de Champaña                                     | Drogon (670-708) duque de Champaña     | Drogon (670-708) duque de Champaña     | Drogon (670-708) duque de Champaña                | Drogon (670-708) duque de Champaña                |                                                   |                                                   |                                                   |                                                   |                                          |                                          | Grimoaldo II mayordomo del palacio de Neustria († 714) | Grimoaldo II mayordomo del palacio de Neustria († 714) | Grimoaldo II mayordomo del palacio de Neustria († 714) | Grimoaldo II mayordomo del palacio de Neustria († 714) | Grimoaldo II mayordomo del palacio de Neustria († 714)         | Grimoaldo II mayordomo del palacio de Neustria († 714) |                                |                                | Carlos Martel (c.685-741) mayordomo del palacio de Austrasia | Carlos Martel (c.685-741) mayordomo del palacio de Austrasia | Carlos Martel (c.685-741) mayordomo del palacio de Austrasia | Carlos Martel (c.685-741) mayordomo del palacio de Austrasia | Carlos Martel (c.685-741) mayordomo del palacio de Austrasia | Carlos Martel (c.685-741) mayordomo del palacio de Austrasia |                                       |                                       | Childebrando I (678-751) (duque en Provenza) | Childebrando I (678-751) (duque en Provenza) | Childebrando I (678-751) (duque en Provenza) | Childebrando I (678-751) (duque en Provenza) | Childebrando I (678-751) (duque en Provenza) | Childebrando I (678-751) (duque en Provenza) |                            |                            |                            |                            |  |  |  |  |  |  |  |  |  |  |  |  |  |  |  |  |  |  |  |  |  |  |  |  |  |  |  |  |  |  |  |  |
|                                                      |                                                      |                                                      |                                                      |                                                      |                                                      |                                                   |                                                   |                                                                |                                                                |                                                                |                                                                |                                                                |                                                                |                                                                   |                                                                   |                                                                        |                                                                        |                                                                        |                                                                        |                                                                        |                                                                        |                                        |                                        |                                                   |                                                   |                                                   |                                                   |                                                   |                                                   |                                          |                                          |                                                        |                                                        |                                                        |                                                        |                                                                |                                                        |                                |                                |                                                              |                                                              |                                                              |                                                              |                                                              |                                                              |                                       |                                       |                                              |                                              |                                              |                                              |                                              |                                              |                            |                            |                            |                            |  |  |  |  |  |  |  |  |  |  |  |  |  |  |  |  |  |  |  |  |  |  |  |  |  |  |  |  |  |  |  |  |
|                                                      |                                                      |                                                      |                                                      |                                                      |                                                      |                                                   |                                                   |                                                                |                                                                |                                                                |                                                                |                                                                |                                                                |                                                                   |                                                                   |                                                                        |                                                                        |                                                                        |                                                                        |                                                                        |                                                                        |                                        |                                        |                                                   |                                                   |                                                   |                                                   |                                                   |                                                   |                                          |                                          |                                                        |                                                        |                                                        |                                                        |                                                                |                                                        |                                |                                |                                                              |                                                              |                                                              |                                                              |                                                              |                                                              |                                       |                                       |                                              |                                              |                                              |                                              |                                              |                                              |                            |                            |                            |                            |  |  |  |  |  |  |  |  |  |  |  |  |  |  |  |  |  |  |  |  |  |  |  |  |  |  |  |  |  |  |  |  |
| Arnulfo de Champagne (c.690-721) duque de Champaña]] | Arnulfo de Champagne (c.690-721) duque de Champaña]] | Arnulfo de Champagne (c.690-721) duque de Champaña]] | Arnulfo de Champagne (c.690-721) duque de Champaña]] | Arnulfo de Champagne (c.690-721) duque de Champaña]] | Arnulfo de Champagne (c.690-721) duque de Champaña]] |                                                   |                                                   | Hugo de Champaña (?-730) abad de Fontenelle, arzobispo de Ruan | Hugo de Champaña (?-730) abad de Fontenelle, arzobispo de Ruan | Hugo de Champaña (?-730) abad de Fontenelle, arzobispo de Ruan | Hugo de Champaña (?-730) abad de Fontenelle, arzobispo de Ruan | Hugo de Champaña (?-730) abad de Fontenelle, arzobispo de Ruan | Hugo de Champaña (?-730) abad de Fontenelle, arzobispo de Ruan |                                                                   |                                                                   | Pépin († 723)                                                          | Pépin († 723)                                                          | Pépin († 723)                                                          | Pépin († 723)                                                          | Pépin († 723)                                                          | Pépin († 723)                                                          |                                        |                                        | Godefried (708-723)                               | Godefried (708-723)                               | Godefried (708-723)                               | Godefried (708-723)                               | Godefried (708-723)                               | Godefried (708-723)                               |                                          |                                          | Teodoaldo (707/708-741) mayordomo del palacio          | Teodoaldo (707/708-741) mayordomo del palacio          | Teodoaldo (707/708-741) mayordomo del palacio          | Teodoaldo (707/708-741) mayordomo del palacio          | Teodoaldo (707/708-741) mayordomo del palacio                  | Teodoaldo (707/708-741) mayordomo del palacio          |                                |                                |                                                              |                                                              |                                                              |                                                              |                                                              |                                                              |                                       |                                       |                                              |                                              |                                              |                                              |                                              |                                              |                            |                            |                            |                            |  |  |  |  |  |  |  |  |  |  |  |  |  |  |  |  |  |  |  |  |  |  |  |  |  |  |  |  |  |  |  |  |
| Arnulfo de Champagne (c.690-721) duque de Champaña]] | Arnulfo de Champagne (c.690-721) duque de Champaña]] | Arnulfo de Champagne (c.690-721) duque de Champaña]] | Arnulfo de Champagne (c.690-721) duque de Champaña]] | Arnulfo de Champagne (c.690-721) duque de Champaña]] | Arnulfo de Champagne (c.690-721) duque de Champaña]] |                                                   |                                                   | Hugo de Champaña (?-730) abad de Fontenelle, arzobispo de Ruan | Hugo de Champaña (?-730) abad de Fontenelle, arzobispo de Ruan | Hugo de Champaña (?-730) abad de Fontenelle, arzobispo de Ruan | Hugo de Champaña (?-730) abad de Fontenelle, arzobispo de Ruan | Hugo de Champaña (?-730) abad de Fontenelle, arzobispo de Ruan | Hugo de Champaña (?-730) abad de Fontenelle, arzobispo de Ruan |                                                                   |                                                                   | Pépin († 723)                                                          | Pépin († 723)                                                          | Pépin († 723)                                                          | Pépin († 723)                                                          | Pépin († 723)                                                          | Pépin († 723)                                                          |                                        |                                        | Godefried (708-723)                               | Godefried (708-723)                               | Godefried (708-723)                               | Godefried (708-723)                               | Godefried (708-723)                               | Godefried (708-723)                               |                                          |                                          | Teodoaldo (707/708-741) mayordomo del palacio          | Teodoaldo (707/708-741) mayordomo del palacio          | Teodoaldo (707/708-741) mayordomo del palacio          | Teodoaldo (707/708-741) mayordomo del palacio          | Teodoaldo (707/708-741) mayordomo del palacio                  | Teodoaldo (707/708-741) mayordomo del palacio          |                                |                                |                                                              |                                                              |                                                              |                                                              |                                                              |                                                              |                                       |                                       |                                              |                                              |                                              |                                              |                                              |                                              |                            |                            |                            |                            |  |  |  |  |  |  |  |  |  |  |  |  |  |  |  |  |  |  |  |  |  |  |  |  |  |  |  |  |  |  |  |  |
|                                                      |                                                      |                                                      |                                                      |                                                      |                                                      |                                                   |                                                   |                                                                |                                                                |                                                                |                                                                |                                                                |                                                                |                                                                   |                                                                   |                                                                        |                                                                        |                                                                        |                                                                        |                                                                        |                                                                        |                                        |                                        | descendencia (?)                                  | descendencia (?)                                  | descendencia (?)                                  | descendencia (?)                                  | descendencia (?)                                  | descendencia (?)                                  |                                          |                                          |                                                        |                                                        |                                                        |                                                        |                                                                |                                                        |                                |                                | Carolingios                                                  | Carolingios                                                  | Carolingios                                                  | Carolingios                                                  | Carolingios                                                  | Carolingios                                                  |                                       |                                       | Nibelúngidas                                 | Nibelúngidas                                 | Nibelúngidas                                 | Nibelúngidas                                 | Nibelúngidas                                 | Nibelúngidas                                 |                            |                            |                            |                            |  |  |  |  |  |  |  |  |  |  |  |  |  |  |  |  |  |  |  |  |  |  |  |  |  |  |  |  |  |  |  |  |